# William Ladd
Pour les articles homonymes, voir Ladd.
William Ladd (né le 10 mai 1778 à Exeter (New Hampshire) – mort le 9 avril 1841  à Portsmouth) est l'un des premiers militants anti-guerre américains et le premier président de l'American Peace Society (Société américaine pour la paix).

## Biographie
Il entre à Harvard en 1793 et en ressort diplômé en 1797, Ladd embarque comme matelot à Portsmouth (New Hampshire), sur un navire appartenant à son père, un marchand local. À l'âge de 20 ans c'est un capitaine aguerri de Nouvelle-Angleterre qui a navigué sur de nombreuses mers. Il crée une plantation de coton en Floride, mais son exploitation, reposant sur un système de main-d'œuvre qu'il présente comme une alternative à l'esclavage qu'il rejette, est un échec.
Opposé à la guerre quelles qu'en soient les raisons, lorsqu'éclate la guerre de 1812 et que les côtes américaines subissent un blocus britannique entravant le commerce maritime, il abandonne la navigation et devient fermier. Il s'installe à Minot, dans le Maine, où sa ferme prospère, et consacre tant sa parole que sa plume à prêcher la non-résistance. En 1823, il a écrit le premier de ses 32 essais sur la paix et la guerre, édité par le Christian Mirror (Miroir chrétien) de Portland, dans le Maine. Dans d'autres essais, il condamne la traite négrière et l'érection du monument de Bunker Hill à Charlestown, Massachusetts, qu'il considère comme un mémorial dédié à la guerre.
En 1828, l'American Peace Society est fondée et William Ladd en devient le premier président. La première réunion publique a lieu à New York. De son domicile de Minot, Ladd s'occupe de la rédaction et de la publication du journal de la Société The Harbinger of Peace, qui devient plus tard The Calumet.
Dans son ouvrage Essay on a Congress of Nations qu'il fait paraître en 1840, il plaide en faveur de l'institution d'un congrès international pour régler les différends entre pays.

## Œuvres
- Essays on peace & war, 1827
- Essay on a Congress of Nations, 1840

## Sources
- (en) Cet article est partiellement ou en totalité issu de l’article de Wikipédia en anglais intitulé « William Ladd » (voir la liste des auteurs).